# St. Wendelinus (Berrenrath)

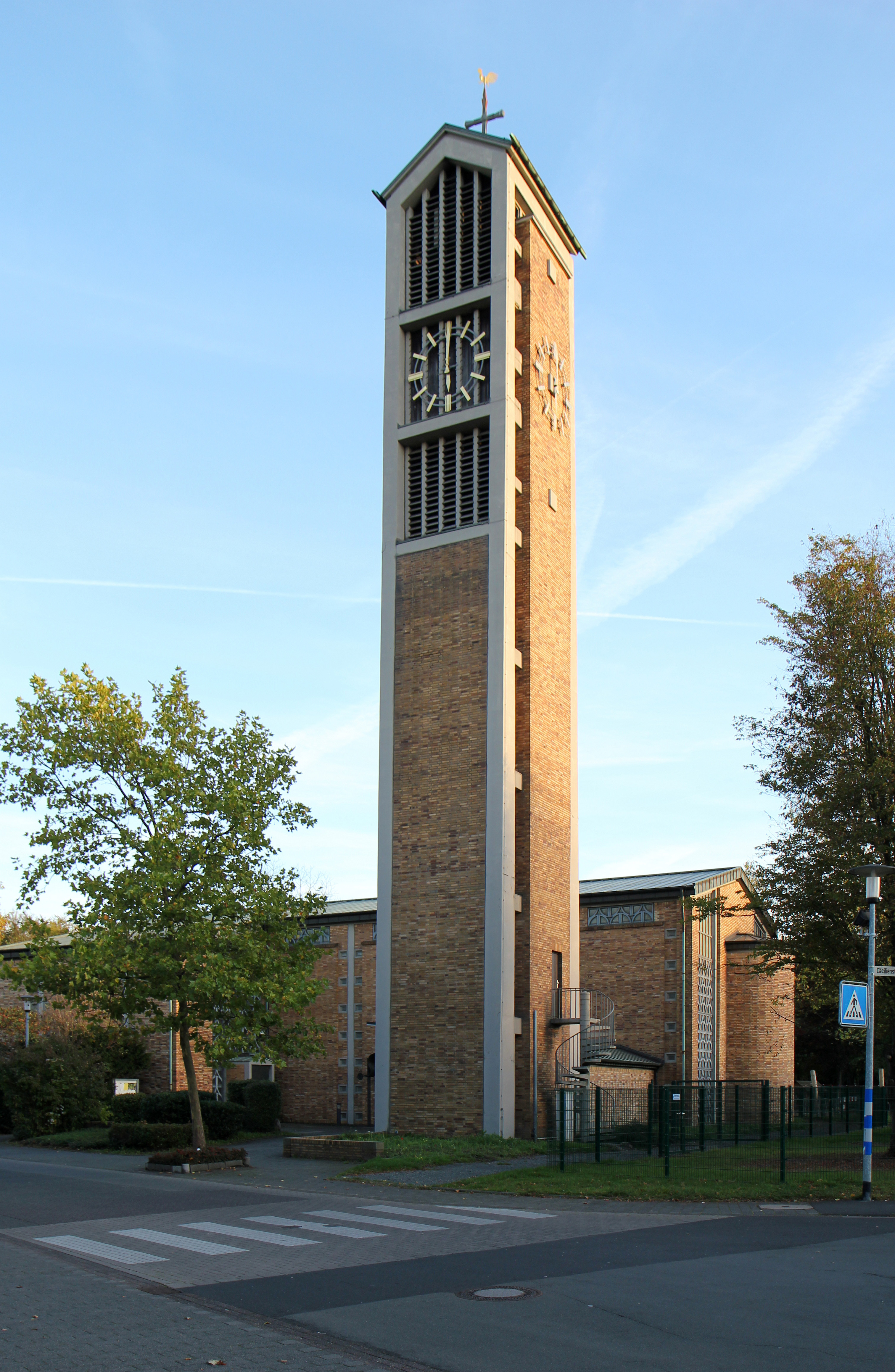
St. Wendelinus (Berrenrath)

Die Kirche St. Wendelinus ist ein katholisches Gotteshaus im Hürther Stadtteil Berrenrath. Die gleichnamige Pfarrgemeinde ist Mitglied des Pfarrverbandes Hürther Ville.

## Geschichte
Berrenrath fand seine erste Erwähnung in einer Urkunde des Kölner Erzbischofs Hermann I., der zwischen 889 und 924 amtierte und in der damals „Bairincrothe“ genannten Ansiedlung, den Jungfrauen der heiligen Ursula zu Köln, einen Haupthof bestätigte.
Auch das früh entstandene Kloster Marienborn hatte bereits zum Ende des 13. Jahrhunderts einen Hof in Berrenrath. Es vergingen jedoch Jahrhunderte, in denen eine weitere Besiedlung stagnierte, die dortigen Lebensumstände der Menschen also unverändert blieben.
Die alte Ortschaft Berrenrath gehörte im Mittelalter zur Pfarrei Gleuel. Seine wenigen Bewohner nutzten zu einem Kirchgang jedoch die nahe gelegene Klosterkirche der Zisterzienserinnen des Klosters Marienborn in Burbach.

### Vom Bildstock zur Kapelle
Der Ursprung der heutigen Pfarre St. Wendelinus ist in einer Bildsäule zu sehen, die mit der Figur des heiligen Wendelin geschmückt war.
Auf die Bitten der Äbtissin und der Schwestern ihres Konventes hin, erlaubte der Kölner Kurfürst und Erzbischof  Ferdinand von Bayern, am Standort der Wendelinsäule den damaligen Bewohnern der vormaligen, später durch den Abbau der Braunkohle zerstörten Ortschaft Berrenrath, im Jahr 1623 eine Kapelle zur verstärkten Verehrung des Heiligen zu errichteten. Die gleichzeitig mit der Baubewilligung erteilte Genehmigung Ferdinands, in der zukünftigen Kapelle auch die Eucharistie feiern zu dürfen unterstützte die Bestrebungen des Klosters Marienborn den Ort als Wallfahrtsstätte zu beleben und sich so eine zusätzliche Einnahmequelle zu schaffen.
In diese Zeit datiert man heute die Entstehung einer aus Lindenholz geschnitzten Statue, die den als Heiligen verehrten Pfarrpatron darstellt. Die vermutlich für die Wallfahrtskapelle von 1623 entstandene 1 m hohe Figur schmückt heute mittig die Nordwand in St. Wendelinus.

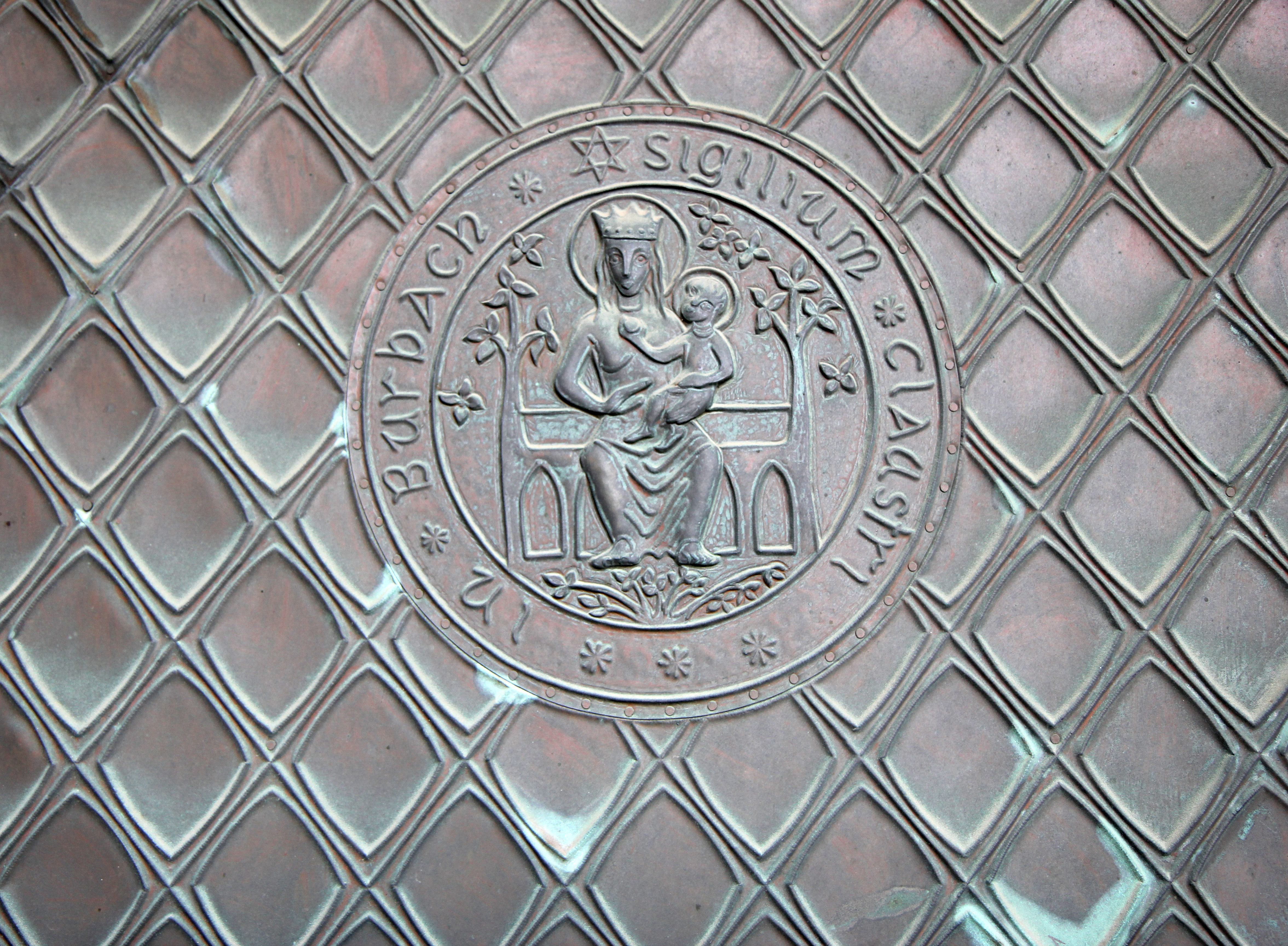
Siegel des Klosters Marienborn
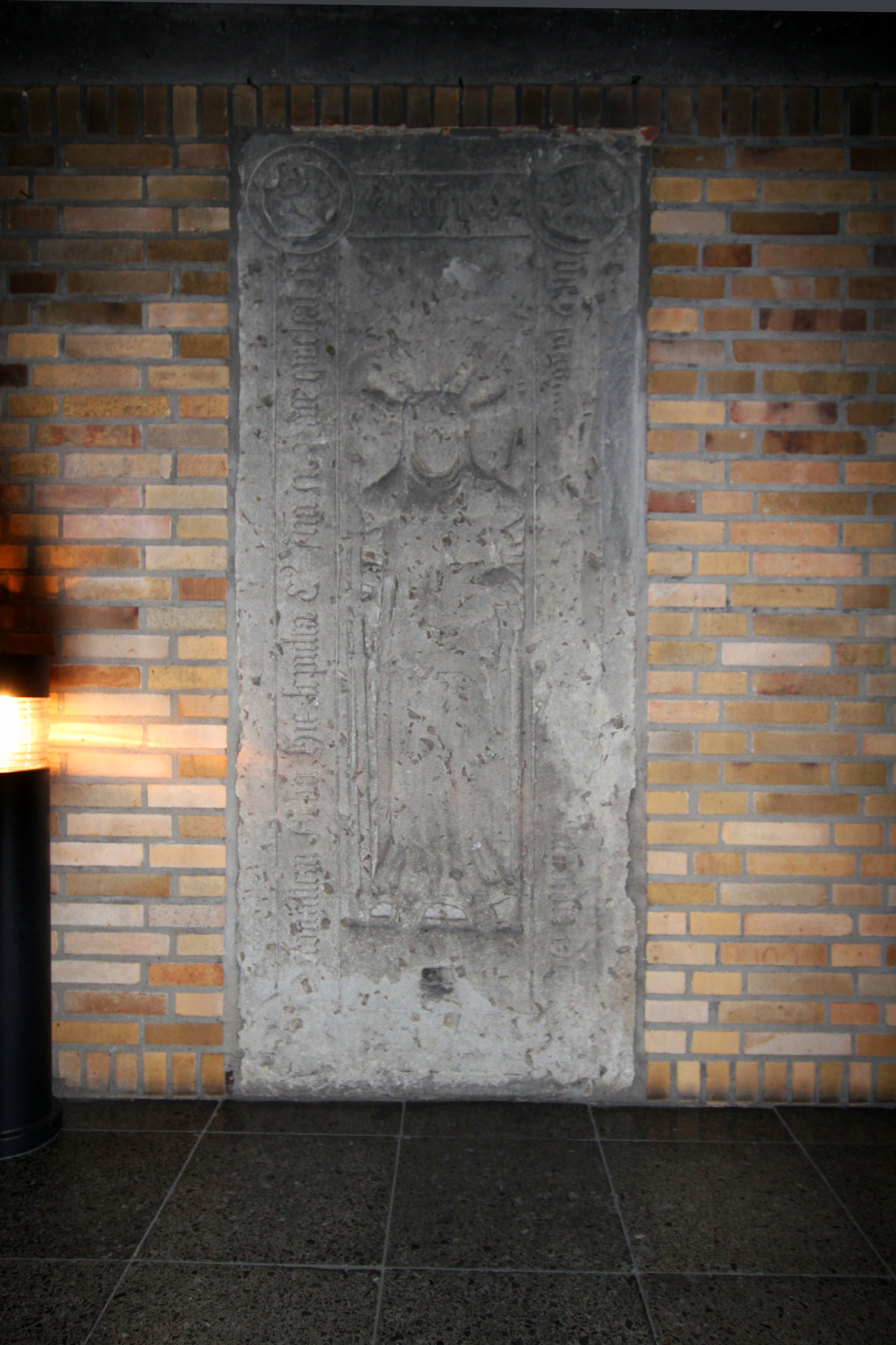
Grabmal der Marienborner Äbtissin Irmgard von Horst, 1562
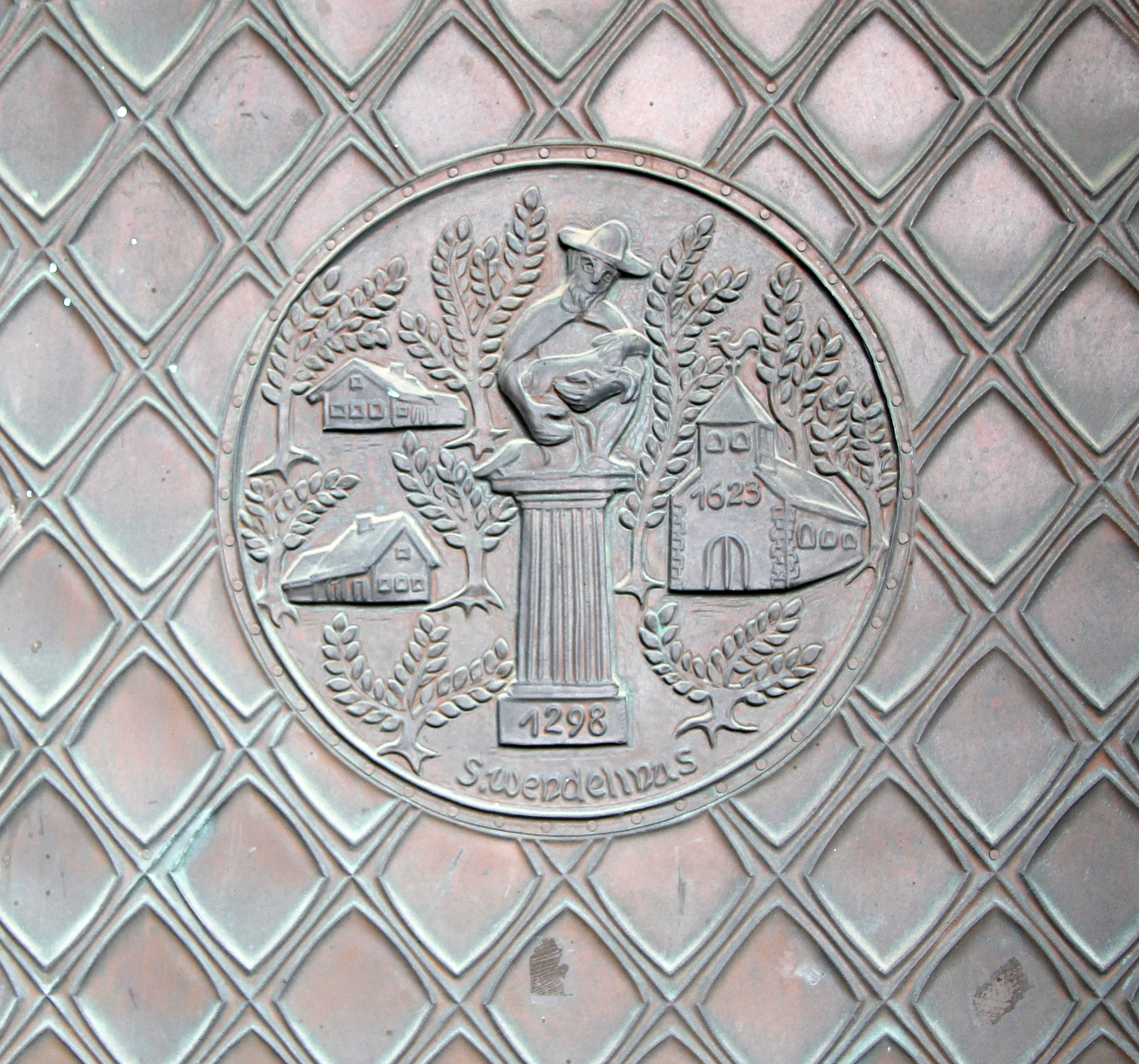
Sankt Wendelinus als Bildsäule und Kapelle
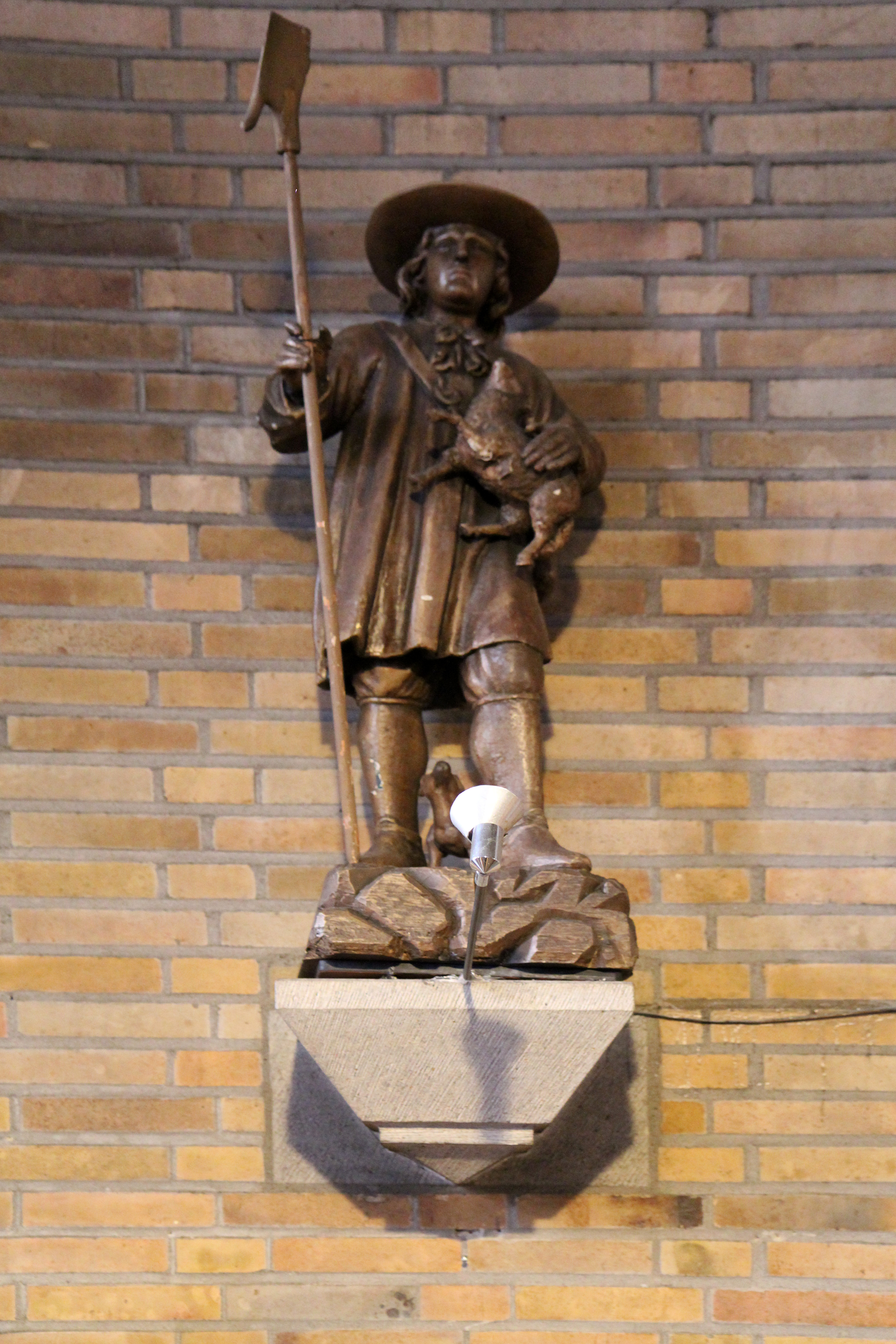
Wendelinstatue, vermutlich 1623

### Erhebung zur ersten Pfarrkirche
Infolge der Säkularisation im Jahr 1802 fielen die Klosteranlagen einschließlich ihrer Kirche weg. Hinzu kam eine seit 1815 stetig ansteigende Bevölkerungszahl, Faktoren, die die Gemeinde veranlassten, ihre auch als Wallfahrtskapelle beliebt gewordene Wendelinuskapelle zu vergrößern.
Im Jahr 1823 wurde die Kapelle durch den Anbau eines Langhauses erweitert. 1846 wurde der Bau eines Querschiffes veranlasst, bei dem der Chor der alten, als Fachwerkbau errichteten Kapelle, teilweise erhalten blieb.
Nach diesen Baumaßnahmen war eine Saalkirche mit den Maßen von 16,00 m Länge und 6,50 m Breite entstanden, deren Querhaus den Innenraum zusätzlich beiderseits um 3,60 m erweiterte. Die Kirche war mit einem Satteldach gedeckt worden und der Westgiebel hatte einen Dachreiter erhalten, der eine Glocke aufnahm. 1850 wurde das Bauwerk zur Pfarrkirche erhoben.

#### Ursula-Fries

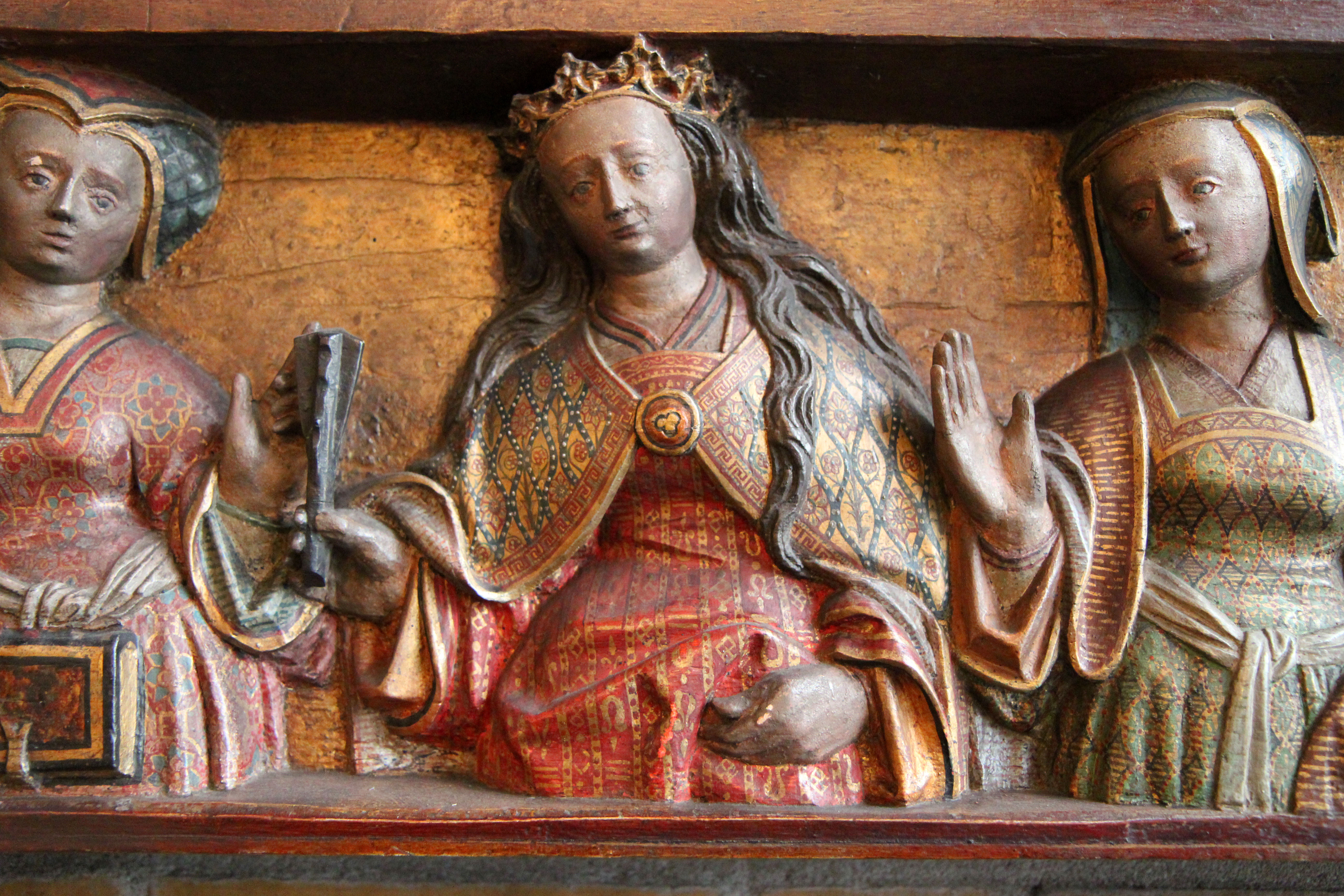
Ausschnitt des Ursula-Frieses, 15. Jahrhundert

Ein auch die heutige Pfarrkirche schmückender Eichenholzfries ist eines der wenigen erhaltenen Ausstattungsstücke, die aus dem ehemaligen Kloster Marienborn überkommen sind. Der Fries zeigt die heilige Ursula als Königstochter, die sich offenbar mit acht Gefährtinnen in einem heiligen Gespräch befindet. Die in der Mitte des Frieses dargestellte Ursula ist mit einer Krone und ihrem Attribut, einem Pfeil, dargestellt und trägt wie ihre Gefährtinnen ein kostbares Gewand der Renaissance.
Die große Verehrung der Heiligen im 15. Jahrhundert, die speziell auch die heilige Ursula erfuhr, oder ein Erinnern an den frühen Besitz der „Jungfrauen zu Köln“ in Berrenrath wird der Anlass für die Zisterzienserinnen von Marienborn gewesen sein, den Fries zu erwerben.
Nach 1802 gelangte das Kunstwerk in den Besitz des Pächters des neben dem niedergelegten Kloster stehenden Mühlen-Hofes, der es 1867 der Kirchengemeinde Berrenrath schenkte und es wahrscheinlich in der Kirche unterbrachte.
Etwas über zwanzig Jahre später, im Jahr 1891, wurde das alte Kirchenbauwerk abgebrochen und an gleicher Stelle, nach Plänen des Kölner Architekten Theodor Ross, ein Neubau errichtet.

### Bau einer neugotischen Kirche
Waren es 1815 noch 383 Personen, so war die Zahl der in Berrenrath ansässigen Menschen im Jahr 1843 auf 705 in 142 Wohnungen angestiegen. Dieser stetige Zuwachs der Bewohner hatte schon in den 1820er Jahren zur Anstellung eines Gemeindevikars geführt. Der in der Mitte dieses Jahrhunderts weiter fortschreitende Aufschwung der Braunkohlenindustrie führte zu einem weiteren Anwachsen der Bevölkerung, sodass zum Ende des Jahrhunderts viele Kirchen der Region aus Platzmangel erweitert oder in größeren Dimensionen neu erbaut wurden.
Im Jahr 1890 wurde neben der alten Kirche der Grundstein eines Neubaus gelegt. Die zügig durchgeführten Bauarbeiten ermöglichten bereits im Folgejahr den Abriss der alten Kirche. Die im Grundstein niedergelegten Dokumente wiesen den Diözesanbaumeister und späteren Straßburger Dombaumeister Franz Schmitz als maßgeblichen Architekten aus und nannten als Mitarbeiter die Herren  Krauth und Theodor Ross. Da Schmitz eher als ein Anhänger des Historismus gesehen wird, vermutet man heute, dass die in neugotischem Stil erbaute Kirche von Ross gestaltet wurde, und zählt den Bau zu seinen Werken.

#### Baubeschreibung und Ende der alten Kirche

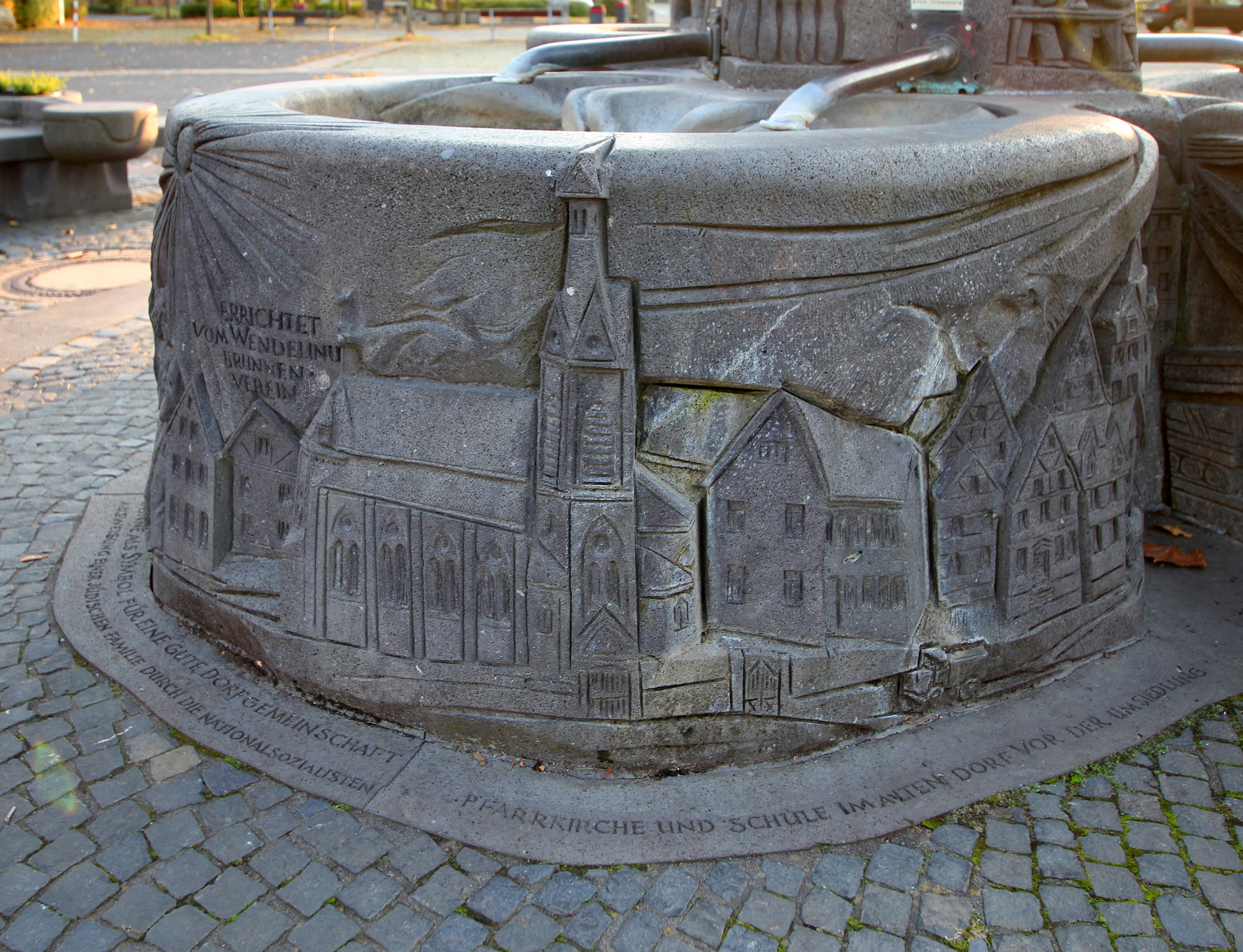
Wendelinusbrunnen mit der Darstellung von Alt-Sankt-Wendelin

Nach dem von Theodor Ross im Jahr 1890 gezeichneten Grundriss sind die Strukturen des ehemaligen Bauwerks gut nachvollziehbar. Die dreischiffige Kirche hatte ein auf Säulen ruhendes dreijochiges Langhaus, dessen drittes Joch in der Risszeichnung um eine Mauerbreite seitlich verstärkt war und dort ein kleines, äußerlich nicht wahrnehmbares Querhaus andeutete. Das sich anschließende vierte Joch bildete einen dreiteiligen Vorchor, dessen Seitenkapellen dreiseitig abschlossen. Dem dann folgenden quadratischen mit ebenfalls polygonaler Apsis erbautem Hauptchor waren seitlich quadratische Sakristeibauten angefügt worden.
Äußerlich wurden die unterschiedlichen Bausegmente jedoch durch die Art der Dachdeckung kaschiert. So wie die Dächer der Seitenschiffe auch die Nebenchöre überdachten, war das Dach des Mittelschiffes zugleich das des Hauptchores.
Die neue Pfarrkirche des Ortes hatte ein Lichtes Maß von 27,83 m Länge und 12,04 m Breite, dem sich die jeweiligen Joche der Seitenschiffe mit einem Maß von 3,00 × 4,00 m, die sich den Jochen des Mittelschiffes, hier nun mit den Maßen von 5,00 × 4,00 m anschlossen. Die den Laien zugedachten Bereiche umfassten eine Fläche von 200 m².
Der Spitzturm des Gotteshauses hatte 1904 drei Glocken erhalten, von denen jedoch im Ersten Weltkrieg zwei zum Einschmelzen abgegeben werden mussten. Es war ein Vorgang, der sich zur Zeit des Zweiten Weltkrieges wiederholte, als nun zwei der 1926 erworbenen neuen Glocken wiederum abzuliefern waren. Die während dieses Krieges erlittenen Schäden am Kirchbau waren um 1949 weitgehend behoben.
Im Jahr 1952 wurde die Statik des Kirchturmes als unsicher erkannt und der Turm wurde bis zur Glockenstube abgetragen. Da der Braunkohletagebau immer näher heranrückte und der Zeitpunkt der beschlossenen Umsiedlung des gesamten Ortes absehbar war, wurde von einer Sanierung der Kirche abgesehen und dem Turm ein flacher Helm als Provisorium aufgesetzt. 1958/59 wurde Alt St. Wendelinus abgebrochen.
An die alte Kirche erinnert heute eine stilisierte Darstellung des Künstlers Jakob Riffeler, ein Relief im Sockelbereich des von dem Bildhauer Paul Milles geschaffenen Marktbrunnens, sowie ein großes Foto aus den 1950er Jahren in der neuen Pfarrkirche.

### Umsiedlung
Bedingt durch den Braunkohleabbau in Hürth wurde der Ort Berrenrath in den 1950er Jahren umgesiedelt. Erste Vorbereitungen traf man bereits im Winter des Jahres 1952 mit der Umbettung der Toten des Ortes, die von dem bisherigen, der Kirche anliegenden, auf einen neu eingerichteten Friedhof „Neu-Berrenraths“ verlegt wurden.

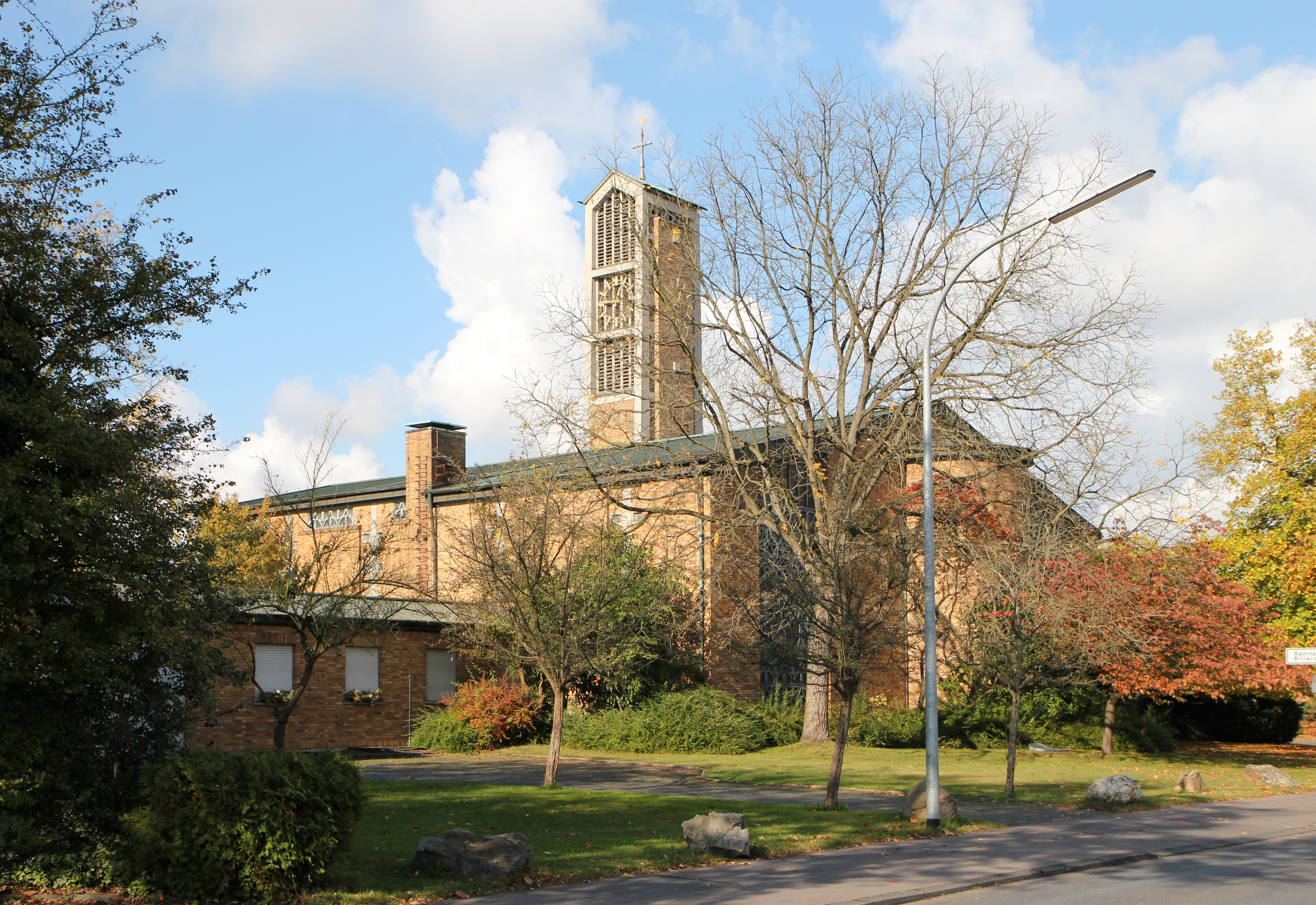
Sankt Wendelinus Ostseite

### Die neue Pfarrkirche
Mit dem Neubau der  Kirche St. Wendelinus, die nach Plänen des Kölner Architekten Fritz Schaller (in Zusammenarbeit mit Wilhelm Jungherz) errichtet werden sollte, wurde im Oktober 1956 begonnen. Die Grundsteinlegung fand im Mai des Folgejahres statt, in dem die zum Jahresende fertiggestellte Kirche von der Gemeinde übernommen werden konnte.

## Glocken
St. Wendelinus besitzt fünf Glocken, die alle 1958 von dem Glockengießer Wolfgang Hausen-Mabilon der Glockengießerei Mabilon gefertigt wurden: Zu besonderen Anlässen wird mit den Glocken gebeiert.

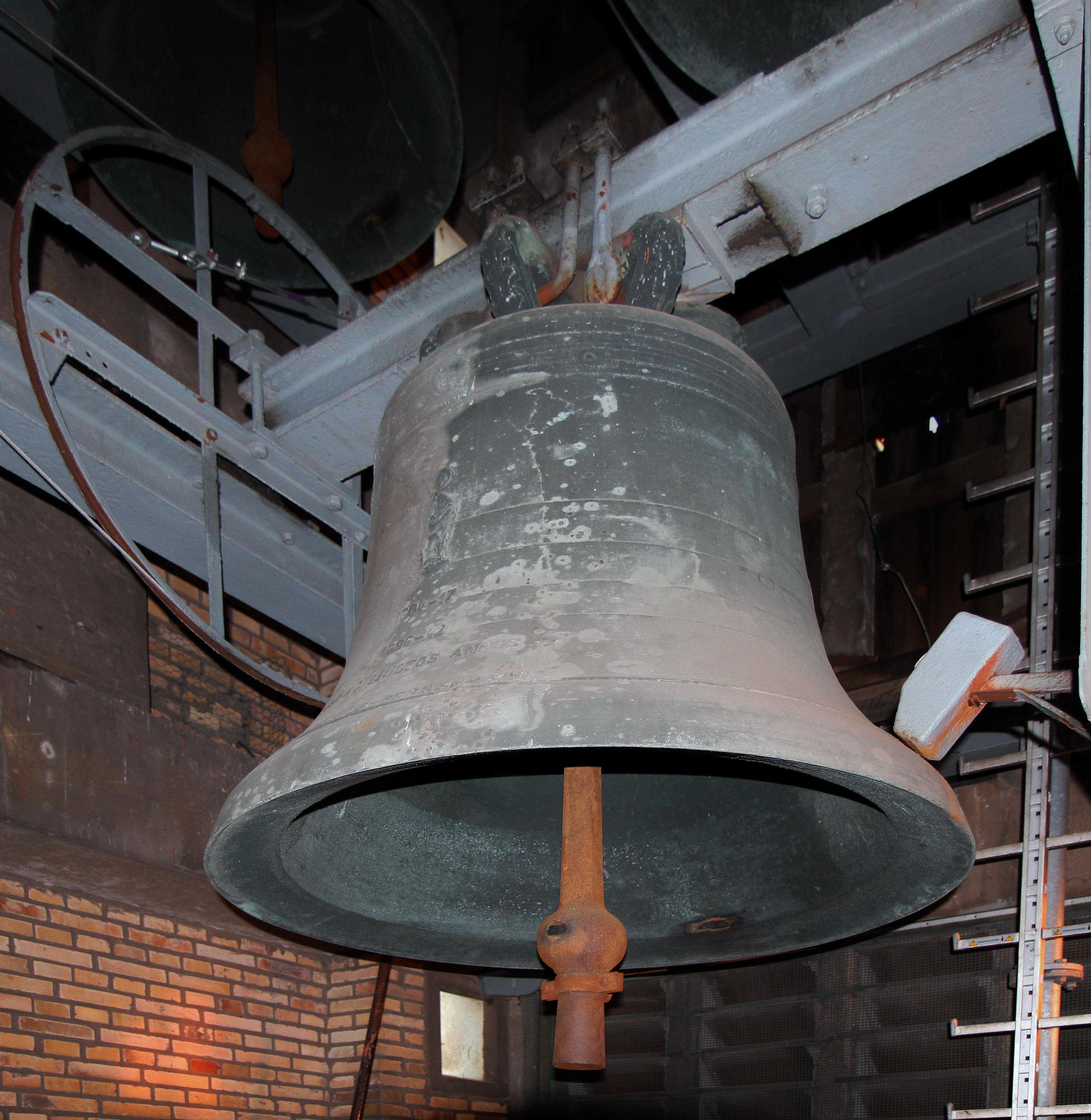
Wendelinus-Glocke mit seitlicher Hammeranlage für den Stundenschlag

| Nr. | Name                 | Durchmesser (mm) | Masse (kg) | Schlagton (HT-1/16) |
| 1   | Wendelinus-Glocke    | 1241             | 1180       | e1 +2               |
| 2   | Marien-Glocke        | 1040             | 690        | g1 +1               |
| 3   | Bernhard-Glocke      | 932              | 480        | a1 +1               |
| 4   | Christophorus-Glocke | 821              | 320        | h2 +2               |
| 5   | Christ-König-Glocke  | 774              | 270        | c2 +2               |

## Orgel
Einige Jahre nach der Einweihung der neuen Kirche wurde 1968 von dem Orgelbauunternehmen Gebrüder Stockmann die Orgel erschaffen, deren Einweihung erfolgte an Fronleichnam des Jahres erfolgte. Die Orgel ist zweimanualig und besitzt 20 klingende Register und 1498 Pfeifen. Sie ist mit Schleifladen und elektrischer Spiel- und Registertraktur und einem fahrbaren Spieltisch ausgestattet, der neben dem Handregister auch noch über zwei freie Kombinationen verfügt. Die Herstellungskosten betrugen rund 80.000 DM.

### Disposition
I. Manual
1. Prinzipal 8´
2.Spillpfeife 8´
3. Oktave 4´
4. Rohrflöte 4´
5. Prinzipal 2´
6. Mixtur 5fach 1 1/3´
7. Trompete 8´
II. Manual
8. Holzgedackt 8´
9. Weidenpfeife 8´
10. Prinzipal 4´
11. Blockflöte 2´
12. Sesquialter 2fach 2 2/3´ und 1 3/5´
13. Scharff 4fach 1´
14. Quinte 1 1/3´
15. Holzdulzian 16´
Tremolo
Pedal
16. Subbass 16´
17.Offenbass 8´
18. Quintade 4´
19. Rauschwerk 3fach 2 2/3´
20. Fagott 16´
Koppeln
2 freie Kombinationen
1 freie Pedalkombination
Einzelabsteller Mixturen und Zungen
Crescendowalze

## Pfarrverband Hürther Ville
Der Pfarrverband Hürther Ville besteht aus den vier Pfarreien St. Wendelinus, Johannes Baptist in Kendenich, St. Katharina in Alt-Hürth und St. Martinus in Fischenich.